# Neon Indian
Alan Palomo, mer känd under artistnamnet Neon Indian, född 24 juli 1988 i Monterrey, Mexiko, är en amerikansk popmusiker. När Neon Indian turnerar så har han ett liveband bestående av Ronald Gierhart (gitarr), Jason Faries (trummor), Leanne Macomber (keyboard).
Neon Indian har bland annat gjort remixer åt Grizzly Bear och Au Revoir Simone.

## Biografi
När Palomo var fem år flyttade han från Mexiko till San Antonio, Texas, i USA. När det var dags att börja i college flyttade han till Denton, Texas, där Neon Indian bildades 2008.
Han släppte sitt debutalbum Psychic Chasms 2009 och fick bland annat uppmärksamhet av Pitchfork. Hans andra album, Era Extraña (spanska för "konstig era/period" eller "hon var konstig" beroende på sammanhang) släpptes den 13 september 2011.

## Diskografi

### Studioalbum
- 2009 – Psychic Chasms
- 2011 – Era Extraña
- 2015 – Vega Intl. Night School

### EP-skivor
- 2011 – Flaming Lips 2011: The Flaming Lips with Neon Indian (tillsammans med The Flaming Lips)

### Singlar
- 2009 – "Deadbeat Summer"
- 2010 – "Sleep Paralysist"
- 2011 – "Fallout"
- 2011 – "Polish Girl"
- 2011 – "Hex Girlfriend"
- 2015 – "Annie"
- 2015 – "Slumlord"
- 2015 – "The Glitzy Hive"
- 2019 – "Toyota Man"